# تی‌وی ۳ (استونی)
تی‌وی ۳ (استونیایی: TV3) شبکه‌ای تلویزیونی است که به زبان استونیایی برنامه پخش می‌کند. این شبکه در تاریخ ۱ ژانویه ۱۹۹۶ میلادی تأسیس شده‌است.